# Гольгер Гіронімус
Гольгер Гіронімус (нім. Holger Hieronymus, нар. 22 лютого 1959, Гамбург) — німецький футболіст, що грав на позиції ліберо.
Виступав, зокрема, за клуб «Гамбург», а також національну збірну Німеччини.
Дворазовий чемпіон Німеччини. Володар Кубка чемпіонів УЄФА. 

## Клубна кар'єра
Народився 22 лютого 1959 року в місті Гамбург. Вихованець футбольної школи клубу TuS Hamburg.
У дорослому футболі дебютував 1978 року виступами за команду клубу «Санкт-Паулі», в якій провів один сезон, взявши участь у 27 матчах чемпіонату. 
1979 року перейшов до клубу «Гамбург», за який гравцеві довелося відіграти лише шість сезонів. Вже зі свого другого сезону став основним вільним захисником (ліберо) гамбурзької команди, яка на той час була серед лідерів не лише німецького, але й європейського футболу — на початку 1980-х двічі поспіль ставала чемпіоном Німеччини, а також здобула Кубок європейських чемпіонів 1982—1983. 
Був змушений завершити професійну кар'єру 1985 року, у віці 26 років, коли залишив надію відновитися від важкої травми (розрив колінних зв'язок і ушкодження меніска), отриманої у грі чемпіонату проти майнгаймського «Вальдгофа» ще 31 травня 1984 року.

## Виступи за збірну
1981 року дебютував в офіційних матчах у складі національної збірної Німеччини. Протягом кар'єри у національній команді, яка тривала 2 роки, провів у формі головної команди країни 3 матчі.
У складі збірної був учасником чемпіонату світу 1982 року в Іспанії, де разом з командою здобув «срібло».

## Титули і досягнення
- Чемпіон Німеччини (2):

«Гамбург»:  1981—1982, 1982—1983
- Володар Кубка чемпіонів УЄФА (1):

«Гамбург»:  1982—1983
- Віце-чемпіон світу: 1982